# 栗斑腹鹀
栗斑腹鹀（学名：Emberiza jankowskii）为雀科鹀属的鸟类，俗名红肚麻雀。分布于俄罗斯、朝鲜以及中国大陆的东北、辽宁、北戴河等地，多栖息于在东部沿海地区栖于海拔300m 的有矮树的山坡草地或河岸丘陵草地的灌丛间以及在西部内陆地区栖于210-320m 的低灌丛、山麓台地的干草原、沙丘灌丛和杂草草原中。由于该物种最先由波兰动物学家弗拉迪斯拉夫·塔克扎诺夫斯基(Władysław Taczanowski)于1888年描述并分类，其使用的样本（一只成年雄鸟）则由另一位波兰动物学家米夏尔·扬科夫斯基(Michal Jankowski)于1886年在俄罗斯远东地区靠近海参崴的Sidemi采集，因此该物种的拉丁文学名为Emberiza jankowskii。Sidemi也是该物种的模式产地(locus typicus)。
栗斑腹鹀目前在全球仅存不到1000只，是世界最珍稀鸟类之一。2016年1月9日，北京大学观鸟志愿者在密云水库周边观测到1只雄性栗斑腹鹀。1941年春天，曾在颐和园发现过它的踪迹。而直至2015年，在这漫长的70多年里，北京再也没有栗斑腹鹀的发现记录。2016年1月11日至27日，北京观鸟会会员关翔宇等志愿者多次前往密云水库北岸拥有大片湿地的不老屯地区。他们多次观测到约7只栗斑腹鹀，其中雄鸟2只，雌鸟和幼鸟5只；其间最多一次曾记录到9只栗斑腹鹀。志愿者推测，密云水库周边可能有最多15只左右的栗斑腹鹀越冬小种群。